# Talkhamt
Talkhamt là một thị trấn thuộc tỉnh Batna, Algérie. Dân số thời điểm năm 2002 là 17.728 người.